# A Vasas SC 2004–2005-ös szezonja
A Vasas SC 2004–2005-ös szezonja szócikk a Vasas SC első számú férfi labdarúgócsapatának egy szezonjáról szól, mely összességében a 77. szezonja a csapatnak. A klub fennállásának ekkor volt a 93. évfordulója. A csapat ekkor került fel ismét az NB I-be.

## Mérkőzések
| Színmagyarázat | Színmagyarázat |
| -------------- | -------------- |
|                | Győzelem.      |
|                | Döntetlen.     |
|                | Vereség.       |

### Arany Ászok Liga 2004–05

#### Őszi fordulók
| 1. forduló 2004. augusztus 7. 20:00 |

| Kaposvári Rákóczi                                          | 3 – 2   | Vasas                                                                  |
| ---------------------------------------------------------- | ------- | ---------------------------------------------------------------------- |
| Oláh 24' (11-esből) 70' (11-esből) Jovánczai 83' Finta 45′ | (1 – 0) | Ferenczi 53' 89' Győri 24′ Molnár 27' Baranyai 70' Rósa 87' Vass 90+3' |

| Rákóczi Stadion, Kaposvár Nézőszám: 5 000 Játékvezető: Szarka Zoltán (magyar) |

| 2. forduló 2004. augusztus 14. 20:00 |

| Vasas                                                        | 2 – 0   | Nyíregyháza Spartacus              |
| ------------------------------------------------------------ | ------- | ---------------------------------- |
| Rósa 51' Bardi 90+2' 90' Tóth A. 49' Ferenczi 68' Plókai 71' | (0 – 0) | Pintér 23' Csillag 58' Ambrusz 83' |

| Illovszky Rudolf Stadion, Budapest Nézőszám: 3 500 Játékvezető: Solymosi Péter (magyar) |

| 3. forduló 2004. augusztus 21. 20:00 |

| Előre FC Békéscsaba                                | 3 – 0   | Vasas      |
| -------------------------------------------------- | ------- | ---------- |
| Funk 21' 24' Ursz 68' Miculescu 90' Vasiljević 34' | (1 – 0) | Molnár 53' |

| Kórház utcai stadion, Békéscsaba Nézőszám: 2 500 Játékvezető: Sápi Csaba (magyar) |

| 4. forduló 2004. augusztus 28. 20:00 |

| FC Sopron                     | 1 – 1   | Vasas                                          |
| ----------------------------- | ------- | ---------------------------------------------- |
| Tóth 25' Fehér 78' Debnár 80′ | (1 – 1) | Rósa 5' 26' Kovrig 26' Molnár 39' Jerson 90+1' |

| Káposztás utcai Stadion, Sopron Nézőszám: 3 300 Játékvezető: Makai János (magyar) |

| 5. forduló 2004. szeptember 12. 11:30 |

| Vasas                 | 1 – 2   | Újpest                                      |
| --------------------- | ------- | ------------------------------------------- |
| Jerson 76' Gaál 90+1' | (0 – 1) | Bükszegi 21' Feczesin 66' Gaál 32' Erős 61' |

| Illovszky Rudolf Stadion, Budapest Nézőszám: 4 500 Játékvezető: Megyebíró János (magyar) |

| 6. forduló 2004. szeptember 18. 16:00 |

| Lombard Pápa                                          | 2 – 0   | Vasas                            |
| ----------------------------------------------------- | ------- | -------------------------------- |
| Germán 14' (11-esből) Vörös 85' Lászka 34' Szekér 40' | (1 – 0) | Győri 72' Tóth A. 85′ Gaál 90+1' |

| Perutz Stadion, Pápa Nézőszám: 3 000 Játékvezető: Hanacsek Attila (magyar) |

| 7. forduló 2004. szeptember 26. 11:30 |

| Vasas       | 0 – 1   | Ferencváros                                             |
| ----------- | ------- | ------------------------------------------------------- |
| Rósa H. 25' | (0 – 0) | Rósa D. 75' (11-esből) Vukmir 4' Kapič 81′ Penksa 90+2' |

| Illovszky Rudolf Stadion, Budapest Nézőszám: 5 000 Játékvezető: Bede Ferenc (magyar) |

| 8. forduló 2004. október 2. 18:00 |

| Debreceni VSC                                      | 3 – 1   | Vasas                              |
| -------------------------------------------------- | ------- | ---------------------------------- |
| Madar 2' Bogdanović 59' 90+2' Kerekes 70' Kiss 71' | (1 – 1) | Tóth A. 35' Schultz 71' Molnár 76' |

| Oláh Gábor utcai stadion, Debrecen Nézőszám: 6 500 Játékvezető: Kassai Viktor (magyar) |

| 9. forduló 2004. október 16. 17:00 |

| Vasas                                       | 3 – 0   | Pécsi MFC                     |
| ------------------------------------------- | ------- | ----------------------------- |
| Ferenczi 26' 34' Gaál 90+2' Tóth A. 6′, 43′ | (2 – 0) | Szabados 31′ Sztipánovics 41' |

| Illovszky Rudolf Stadion, Budapest Nézőszám: 1 200 Játékvezető: Fábián Mihály (magyar) |

| 10. forduló 2004. október 23. 18:00 |

| Zalaegerszegi TE               | 2 – 0   | Vasas                                                |
| ------------------------------ | ------- | ---------------------------------------------------- |
| Sebők J. 30' Gyánó 90' Kaj 48' | (1 – 0) | Molnár 26' Gaál 32' Rósa 42' Schultz 44' Horváth 75' |

| ZTE Aréna, Zalaegerszeg Nézőszám: 3 500 Játékvezető: Szarka Zoltán (magyar) |

| 11. forduló 2004. október 30. 18:00 |

| Vasas                                                                     | 4 – 1   | Budapest Honvéd                                                |
| ------------------------------------------------------------------------- | ------- | -------------------------------------------------------------- |
| Ferenczi 59' Horváth 63' 88' (11-esből) Schultz 77' (11-esből) Molnár 24' | (0 – 1) | Vén 43' 75' Stamenić 12' Genito 27' Budovinszky 65' Vámosi 66′ |

| Illovszky Rudolf Stadion, Budapest Nézőszám: 3 500 Játékvezető: Szabó Zsolt (magyar) |

| 12. forduló 2004. november 6. 16:00 |

| Győri ETO                                 | 2 – 1   | Vasas                  |
| ----------------------------------------- | ------- | ---------------------- |
| Sándor 31' Priskin 41' Zsók 74' Makra 86' | (2 – 1) | Ferenczi 8' Plókai 85' |

| ETO Park, Győr Nézőszám: 2 000 Játékvezető: Makai János (magyar) |

| 13. forduló 2004. november 10. 18:00 |

| Vasas                                                       | 3 – 1   | Diósgyőr                                     |
| ----------------------------------------------------------- | ------- | -------------------------------------------- |
| Horváth 18' Ferenczi 62' (11-esből) Molnár 69' Ködöböcz 28' | (1 – 0) | Vitelki 76' Máté 25' Horváth 61′ Hornyák 83' |

| Illovszky Rudolf Stadion, Budapest Nézőszám: 3 000 Játékvezető: Sápi Csaba (magyar) |

| 14. forduló 2004. november 20. 16:00 |

| Videoton                     | 1 – 0   | Vasas                             |
| ---------------------------- | ------- | --------------------------------- |
| Kriston 40' 80' Schwarcz 10' | (1 – 0) | Gaál 23' Ködöböcz 33' Tóth A. 57' |

| Sóstói Stadion, Székesfehérvár Nézőszám: 1 500 Játékvezető: Solymosi Péter (magyar) |

| 15. forduló 2004. november 27. 18:00 |

| Vasas                                                      | 3 – 1   | MTK Budapest         |
| ---------------------------------------------------------- | ------- | -------------------- |
| Horváth 12' Ferenczi 38' Rósa 90+2' Tóth A. 35' Molnár 62' | (2 – 1) | Kanta 23' Juhász 26' |

| Illovszky Rudolf Stadion, Budapest Nézőszám: 2 500 Játékvezető: Juhos Attila (magyar) |

#### Tavaszi fordulók
| 16. forduló 2005. március 12. 18:00 |

| Vasas                                                              | 2 – 1   | Kaposvári Rákóczi                                |
| ------------------------------------------------------------------ | ------- | ------------------------------------------------ |
| Gyánó 1' Waltner 70' (11-esből) 35' Gaál 25' Szanyó 30' Kovrig 53' | (1 – 0) | Zahorecz 88' Balajcza 16' Finta 52' Andruskó 54′ |

| Illovszky Rudolf Stadion, Budapest Nézőszám: 2 000 Játékvezető: Megyebíró János (magyar) |

| 17. forduló 2005. március 16. 15:00 |

| Nyíregyháza Spartacus            | 1 – 2   | Vasas                               |
| -------------------------------- | ------- | ----------------------------------- |
| Lengyel 87' Tímár 35' Márton 67' | (0 – 1) | Szanyó 17' 30' Gyánó 65' Plókai 35' |

| Nyíregyháza Városi Stadion, Nyíregyháza Nézőszám: 3 000 Játékvezető: Sápi Csaba (magyar) |

| 18. forduló 2005. március 19. 15:00 |

| Vasas                                          | 3 – 0   | Előre FC Békéscsaba          |
| ---------------------------------------------- | ------- | ---------------------------- |
| Horváth 14' Waltner 16' Szanyó 71' Weitner 60' | (2 – 0) | Pozsár 10' Funk 60' Ursz 66' |

| Illovszky Rudolf Stadion, Budapest Nézőszám: 3 000 Játékvezető: Sóthy András (magyar) |

| 19. forduló 2005. április 2. 16:30 |

| Vasas                                | 0 – 1   | FC Sopron             |
| ------------------------------------ | ------- | --------------------- |
| Ködöböcz 35' Weitner 61' Horváth 85' | (0 – 1) | Bárányos 7' Fehér 50' |

| Illovszky Rudolf Stadion, Budapest Nézőszám: 2 500 Játékvezető: Solymosi Péter (magyar) |

| 20. forduló 2005. április 10. 11:30 |

| Újpest                                                | 4 – 0   | Vasas                                        |
| ----------------------------------------------------- | ------- | -------------------------------------------- |
| Tóth N. 33' (11-esből) 35' 67′ Vanczák 45' Rajczi 78' | (3 – 0) | Szanyó 16' Posza 32' Weitner 66' Tóth Z. 90' |

| Szusza Ferenc Stadion, Budapest Nézőszám: 2 513 Játékvezető: Arany Tamás (magyar) |

| 21. forduló 2005. április 13. 18:00 |

| Vasas                                                           | 0 – 6   | Lombard Pápa                                                                                    |
| --------------------------------------------------------------- | ------- | ----------------------------------------------------------------------------------------------- |
| Ködöböcz 5' Tóth Z. 41' Janjić 42′ Molnár 45′ Vass 62' Gaál 65' | (0 – 1) | Medveď 19' 54' 64' (11-esből) 74' Róth 66' (11-esből) Kincses 88' 89′ Szűcs 33' Hercegfalvi 80' |

| Illovszky Rudolf Stadion, Budapest Nézőszám: 2 500 Játékvezető: Dubraviczky Attila (magyar) |

| 22. forduló 2005. április 17. 11:30 |

| Ferencváros                  | 2 – 0   | Vasas                            |
| ---------------------------- | ------- | -------------------------------- |
| Győri 49' (öngól) Gyepes 68' | (0 – 0) | Ködöböcz 37' Kovrig 60' Vass 81' |

| Üllői út, Budapest Nézőszám: 4 782 Játékvezető: Bede Ferenc (magyar) |

| 23. forduló 2005. április 23. 19:00 |

| Vasas              | 2 – 5   | Debreceni VSC                                                 |
| ------------------ | ------- | ------------------------------------------------------------- |
| Kiss 25' Gyánó 26' | (2 – 3) | Bogdanović 9' 79' Sándor 22' Kerekes 24' Halmosi 56' Éger 13' |

| Illovszky Rudolf Stadion, Budapest Nézőszám: 4 500 Játékvezető: Szabó Zsolt (magyar) |

| 24. forduló 2005. április 27. 18:00 |

| Pécsi MFC         | 1 – 0   | Vasas                 |
| ----------------- | ------- | --------------------- |
| Pavičević 62' 20' | (0 – 0) | Tóth A. 40' Gyánó 70' |

| PMFC Stadion, Pécs Nézőszám: 3 500 Játékvezető: Sápi Csaba (magyar) |

| 25. forduló 2005. április 30. 19:00 |

| Vasas                           | 1 – 0   | Zalaegerszegi TE       |
| ------------------------------- | ------- | ---------------------- |
| Gyánó 46' Molnár 51' Kovrig 70' | (0 – 0) | Sebők V. 24' Józsi 32' |

| Illovszky Rudolf Stadion, Budapest Nézőszám: 2 000 Játékvezető: Saskőy Szabolcs (magyar) |

| 26. forduló 2005. május 4. 18:00 |

| Budapest Honvéd      | 1 – 0   | Vasas      |
| -------------------- | ------- | ---------- |
| Takács 74' Szili 87' | (1 – 0) | Kovrig 76' |

| Bozsik József Stadion, Budapest Nézőszám: 1 500 Játékvezető: Kassai Viktor (magyar) |

| 27. forduló 2005. május 7. 19:00 |

| Vasas                                   | 1 – 0   | Győri ETO |
| --------------------------------------- | ------- | --------- |
| Győri 77' Janjić 30' Gyánó 80' Gaál 81' | (0 – 0) |           |

| Illovszky Rudolf Stadion, Budapest Nézőszám: 1 500 Játékvezető: Erdős József (magyar) |

| 28. forduló 2005. május 14. 19:00 |

| Diósgyőr              | 0 – 0   | Vasas               |
| --------------------- | ------- | ------------------- |
| Dianu 34' Vitelki 73' | (0 – 0) | Molnár 16' Gaál 82' |

| DVTK-stadion, Miskolc Nézőszám: 8 000 Játékvezető: Hanacsek Attila (magyar) |

| 29. forduló 2005. május 21. 18:00 |

| Vasas                        | 1 – 1   | FC Fehérvár               |
| ---------------------------- | ------- | ------------------------- |
| Kiss 26' Tóth A. 6' Rósa 75' | (1 – 0) | Magasföldi 60' Kuttor 89' |

| Illovszky Rudolf Stadion, Budapest Nézőszám: 2 500 Játékvezető: Bede Ferenc (magyar) |

| 30. forduló 2005. május 26. 18:00 |

| MTK Budapest             | 2 – 1   | Vasas                                     |
| ------------------------ | ------- | ----------------------------------------- |
| Kanta 22' 47' Balogh 40' | (1 – 0) | Győri 90' Janjić 35' Schultz 41' Rósa 46' |

| Hidegkuti Nándor Stadion, Budapest Nézőszám: 1 200 Játékvezető: Szabó Zsolt (magyar) |

#### A végeredmény
|    | Csapat                      | Játszott | Gy | D  | V  | L  | K  | GK  | Pont |
| -- | --------------------------- | -------- | -- | -- | -- | -- | -- | --- | ---- |
| 1  | Debreceni VSC-AVE Ásványvíz | 30       | 19 | 5  | 6  | 57 | 25 | +32 | 62   |
| 2  | Ferencvárosi TC             | 30       | 17 | 5  | 8  | 56 | 31 | +25 | 56   |
| 3  | MTK Budapest1               | 30       | 16 | 9  | 5  | 47 | 26 | +21 | 56   |
| 4  | Újpest FC                   | 30       | 15 | 10 | 5  | 60 | 34 | +26 | 55   |
| 5  | Győri ETO FC                | 30       | 16 | 6  | 8  | 44 | 32 | +12 | 54   |
| 6  | Zalaegerszegi TE FC         | 30       | 13 | 5  | 12 | 48 | 45 | +3  | 44   |
| 7  | Matáv FC Sopron             | 30       | 11 | 9  | 10 | 44 | 44 | 0   | 42   |
| 8  | FC Fehérvár²                | 30       | 11 | 10 | 9  | 44 | 36 | +8  | 40   |
| 9  | Diósgyőri VTK               | 30       | 11 | 4  | 15 | 39 | 45 | -6  | 37   |
| 10 | Pécsi Mecsek FC             | 30       | 9  | 9  | 12 | 33 | 35 | -2  | 36   |
| 11 | Budapest Honvéd FC          | 30       | 10 | 5  | 15 | 37 | 58 | -21 | 35   |
| 12 | NABI-Kaposvári Rákóczi FC   | 30       | 8  | 10 | 12 | 34 | 47 | -13 | 34   |
| 13 | Vasas SC                    | 30       | 10 | 3  | 17 | 34 | 48 | -14 | 33   |
| 14 | Lombard Pápa Termál FC      | 30       | 8  | 6  | 16 | 40 | 47 | -7  | 30   |
| 15 | Nyíregyháza Spartacus FC    | 30       | 5  | 11 | 14 | 38 | 63 | -25 | 26   |
| 16 | Előre FC Békéscsaba³        | 30       | 4  | 7  | 19 | 26 | 65 | -39 | 4    |

- 1: 1 pont levonva
- 2: 3 pont levonva
- 3: 15 pont levonva

|  | A Bajnokok Ligája selejtezőjének második körébe jut |
|  | Az UEFA-kupa selejtezőjébe jut                      |
|  | UEFA Intertotó Kupa első fordulójába jut            |
|  | Kiesők                                              |

#### Helyezések fordulónként
| Forduló  | 1  | 2  | 3  | 4  | 5  | 6  | 7  | 8  | 9  | 10 | 11 | 12 | 13 | 14 | 15 | 16 | 17 | 18 | 19 | 20 | 21 | 22 | 23 | 24 | 25 | 26 | 27 | 28 | 29 | 30 |
| -------- | -- | -- | -- | -- | -- | -- | -- | -- | -- | -- | -- | -- | -- | -- | -- | -- | -- | -- | -- | -- | -- | -- | -- | -- | -- | -- | -- | -- | -- | -- |
| Helyszín | I  | O  | I  | I  | O  | I  | O  | I  | O  | I  | O  | I  | O  | I  | O  | O  | I  | O  | O  | I  | O  | I  | O  | I  | O  | I  | O  | I  | O  | I  |
| Eredmény | V  | GY | V  | D  | V  | V  | V  | V  | GY | V  | GY | V  | GY | V  | GY | GY | GY | GY | V  | V  | V  | V  | V  | V  | GY | V  | GY | D  | D  | V  |
| Helyezés | 11 | 7  | 10 | 11 | 11 | 12 | 13 | 14 | 13 | 13 | 13 | 13 | 13 | 13 | 11 | 10 | 9  | 9  | 10 | 10 | 10 | 10 | 11 | 13 | 11 | 12 | 11 | 12 | 11 | 13 |

Helyszín: O = Otthon; I = Idegenben. Eredmény: GY = Győzelem; D = Döntetlen; V = Vereség.

#### Eredmények összesítése
Az alábbi táblázatban összesítve szerepelnek a Vasas SC 2004/05-ös bajnokságban elért eredményei.
| Ősz/tavasz (forduló)    | Otthon | Otthon | Otthon | Otthon | Otthon | Otthon | Otthon | Idegenben | Idegenben | Idegenben | Idegenben | Idegenben | Idegenben | Idegenben |
| Ősz/tavasz (forduló)    | M      | GY     | D      | V      | LG–KG  | GK     | P      | M         | GY        | D         | V         | LG–KG     | GK        | P         |
| ----------------------- | ------ | ------ | ------ | ------ | ------ | ------ | ------ | --------- | --------- | --------- | --------- | --------- | --------- | --------- |
| Őszi szezon (1–15.)     | 7      | 5      | 0      | 2      | 16–6   | +10    | 15     | 8         | 0         | 1         | 7         | 5–17      | –12       | 1         |
| Tavaszi szezon (16–30.) | 8      | 4      | 1      | 3      | 10–14  | –4     | 13     | 7         | 1         | 1         | 5         | 3–11      | –8        | 4         |
| Összesen (1–30.)        | 15     | 9      | 1      | 5      | 26–20  | +6     | 28     | 15        | 1         | 2         | 12        | 8–28      | –20       | 5         |

### Magyar kupa
4. forduló
| 2004. november 24. 18:00 |

| Budapest Honvéd            | 1 – 0   | Vasas                  |
| -------------------------- | ------- | ---------------------- |
| Vadócz 39' Budovinszky 73' | (1 – 0) | Tóth 10′, 60′ Gaál 78' |

| Bozsik József Stadion, Budapest Nézőszám: 600 Játékvezető: Fábián Mihály (magyar) |

## Külső hivatkozások
- A csapat hivatalos honlapja (magyarul)
- A csapat mérkőzései a transfermarkt.de-n (németül)